# Monolistra schottlaenderi
Monolistra schottlaenderi är en kräftdjursart som beskrevs av Hans-Jürgen Stammer 1930. Monolistra schottlaenderi ingår i släktet Monolistra och familjen klotkräftor. IUCN kategoriserar arten globalt som sårbar. Inga underarter finns listade i Catalogue of Life.